# Inga Gentzelová
Inga Kristina Gentzelová, později Dahlgrenová (24. dubna 1908 Stockholm – 1. ledna 1991 Nyköping) byla švédská běžkyně, která získala bronzovou medaili na 800 m na letních olympijských hrách v roce 1928. Krátce před olympiádou vytvořila světový rekord, který byl o dva týdny později zlomen, ale zůstal národním rekordem až do roku 1943. Gentzelová získala stříbrnou medaili na 1000 m na světových hrách 1926.